# The New Republic
The New Republic  o TNR (en esp: La Nueva República) es una revista estadounidense de publicación quincenal (fue semanal hasta marzo de 2007) cuya circulación oscila entre los 40.000 y 50.000 ejemplares. Entre 1974 y 2012 su redactor jefe fue Martin Peretz (conocido como «Marty» Peretz). La adscripción política de TNR está cercana al centro-izquierda, con posicionamientos cercanos a la llamada tercera vía. Desde marzo de 2012 su editor es Chris Hughes.

## Puntos de vista políticos
A nivel interno, The New Republic a partir de 2011 respalda una postura liberal sobre asuntos fiscales y sociales, de acuerdo con el exeditor Franklin Foer, quien afirmó que "inventó el uso moderno del término 'liberal' y es uno de nuestros legados históricos y nuestras obligaciones de participar en el debate en curso sobre lo que significa y defiende el liberalismo". Sin embargo, a partir de 2004, algunos, como Anne Kossedd y Steven Rendall, afirman que no es tan liberal como lo era antes de 1974.
La perspectiva de la revista está asociada con el Consejo de Liderazgo Democrático y los "Nuevos Demócratas" como el expresidente de los Estados Unidos Bill Clinton y el senador de Connecticut Joseph Lieberman, que recibió el respaldo de la revista en las primarias demócratas de 2004. La revista apoyó a Barack Obama en las elecciones generales de 2008. Mientras defiende los programas federales, como Medicare y la EPA, ha abogado por algunas políticas que, aunque buscan alcanzar los fines de los programas tradicionales de bienestar social, a menudo usan soluciones de mercado como sus medios, y por eso a menudo se las llama "favorables para los negocios". 
Algunas de las políticas apoyadas por la Nueva República durante la década de 1990, fueron el incremento de los fondos para el programa de Crédito Tributario por Ingreso del Trabajo y la reforma del sistema de bienestar federal. La economía de la oferta, especialmente la idea de reducir las tasas impositivas marginales más elevadas, recibió fuertes críticas del editor senior Jonathan Chait. Además, The New Republic está firmemente a favor de la atención médica universal. En ciertos temas sociales de alto perfil, como su apoyo al matrimonio entre personas del mismo sexo, The New Republic podría considerarse más progresista que la corriente principal del Partido Demócrata. En su número de marzo de 2007, The New Republic publicó un artículo de Paul Starr (cofundador del principal rival de la revista, The American Prospect) donde proporcionó una definición del liberalismo democrático moderno:
   "El liberalismo apuesta que un estado ... puede ser fuerte pero limitado - fuerte porque está limitado ... Los derechos a la educación y otros requisitos para el desarrollo humano y la seguridad apuntan a promover la igualdad de oportunidades y la dignidad personal y promover una sociedad creativa y productiva. Para garantizar esos derechos, los liberales han apoyado un rol social y económico más amplio para el estado, compensado por garantías más sólidas de libertades civiles y un sistema social más amplio de controles y equilibrios anclados en una prensa independiente y una sociedad pluralista."
La Nueva República no se centra únicamente en la política interna, ya que también aporta análisis y comentarios sobre diversos asuntos internacionales. El apoyo a Israel ha sido otro tema fuerte en The New Republic. Según Martin Peretz, expropietario de The New Republic, "El apoyo a Israel es en el fondo una expresión de la mejor visión de sí mismo de Estados Unidos". Según el profesor de periodismo Eric Alterman:
   "Nada ha sido tan constante en los últimos 34 años de The New Republic como la devoción de la revista a la propia comprensión de Peretz sobre lo que es bueno para Israel ... No es demasiado decir que casi todas las creencias políticas de Peretz están subordinadas a su compromiso con los mejores intereses de Israel, y estos intereses como Peretz los define casi siempre implican más guerra".
Los editoriales sin firma previos a la invasión de Irak en 2003 expresaron un fuerte apoyo a la acción militar, citando la amenaza de las armas de destrucción masiva y las preocupaciones humanitarias. Desde el final de las principales operaciones militares, los editoriales sin firma, aunque criticaron el manejo de la guerra, han seguido justificando la invasión por motivos humanitarios, pero ya no mantienen que las instalaciones de armas de destrucción masiva de Irak representaron una amenaza para los Estados Unidos. En el ejemplar del 27 de noviembre de 2006, los editores escribieron:
   "En este punto, parece casi ir al grano decir esto: La Nueva República lamenta profundamente su apoyo inicial a esta guerra. Los últimos tres años han complicado nuestro idealismo y nos han recordado los límites del poder estadounidense y nuestra propia sabiduría".
El 23 de junio de 2006, en respuesta a las críticas de la revista del blog Daily Kos, Martin Peretz escribió lo siguiente como un resumen de las posturas de The New Republic: [15]
   "La Nueva República está en contra de los programas impositivos de Bush, contra la 'reforma' de la Seguridad Social de Bush, contra la reducción del impuesto a la herencia, cambios radicales en la atención médica, pero tiene pasión por el ambientalismo de Gore, por el derecho de una mujer a un aborto, por matrimonio homosexual, por un aumento en el salario mínimo, por perseguir alternativas agresivas a nuestra dependencia actual del petróleo y nuestras preferencias fiscales actuales para los automóviles que consumen mucha gasolina. Estábamos en contra de la confirmación del juez Alito."
La revista también ha publicado dos artículos sobre la desigualdad de ingresos, criticando en gran medida a los economistas conservadores por sus intentos de negar la existencia o el efecto negativo que está teniendo la creciente desigualdad de ingresos en los Estados Unidos. En su edición de mayo de 2007, la revista publicó un editorial que señalaba las creencias humanitarias de los liberales como responsables de la reciente situación de la izquierda estadounidense. En otro artículo, The New Republic citó favorablemente el ejemplo de Dinamarca como evidencia de que un estado de bienestar expansivo y una alta carga tributaria pueden ser consistentes con, y de alguna manera contribuir a, una economía fuerte. Tales editoriales y artículos ejemplifican la orientación política liberal de The New Republic.

## Colaboradores de renombre

### 1914-c. 1940
- John Dewey, ensayista
- W. E. B. Du Bois, escritor, profesor y sociólogo
- Otis Ferguson, crítico de cine
- John T. Flynn, ensayista y crítico del New Deal
- George Orwell, novelista y ensayista
- Virginia Woolf, novelista y ensayista
- Edmund Wilson, crítico literario, novelista y ensayista

### 1943-1983
- Richard Strout, corresponsal, The Christian Science Monitor, "TRB Desde Washington"
- John Beecher, escritor

### 1950s-1960s
- Hannah Arendt, filósofa y ensayista política
- Reinhold Niebuhr, teólogo
- Philip Roth, escritor

### 1980s-1990s
- Fred Barnes
- Jeane Kirkpatrick
- Joshua Muravchik
- Eric Breindel
- Jacob Heilbrunn
- Irving Kristol
- Edward Luttwak
- Michael Ledeen
- Ronald Radosh
- Robert Kagan
- Charles Krauthammer

### 1990s-hoy
- Fouad Ajami, profesor de Estudios sobre Oriente Próximo en la Johns Hopkins University
- Scott Thomas Beauchamp, escritor, militar
- Paul Berman, ensayista, escritor
- Simon Blackburn, filósofo
- Jonathan Chait, editor
- Niall Ferguson, historiador
- Stephen Glass, reportero despedido de TNR por elaborar artículos falsos; su historia fue llevada al cine en la película Shattered Glass (2003)
- Matt Groening, ilustrador y creador de Los Simpson
- Johann Hari, escritor británico
- John Judis, ensayista
- Tony Judt, historiador
- Michael Oren, historiador y autor
- Camille Paglia, ensayista
- Dale Peck, crítico literario
- George Pelecanos, escritor
- Steven Pinker, profesor de psicología y lingüística cognitiva en Harvard
- Richard Posner, juez federal
- Amartya Sen, economista
- Lee Siegel, crítico cultural
- Michael Walzer, filósofo moral, ensayista, escritor
- Alan Wolfe, intelectual público
- Gordon S. Wood, historiador
- James Wood, crítico literario